# بوغاراش
بوغاراش (بالفرنسية: Bugarach)‏ هي قرية فرنسية في جنوب فرنسا, تابعة لمقاطعة أود و تقع على بعد 35 كلم جنوب مدينة قرقشونة. تعتمد المدينة على الفلاحة و السياحة كما اشتهرت بجذبها لأتباع العصر الجديد.